# 瓦尔辛尼
瓦尔辛尼（義大利語：Valsinni），是意大利马泰拉省的一个市镇。总面积31平方公里，人口1675人，人口密度54.0人/平方公里（2009年）。ISTAT代码为077030。